# إسلام حافظ
إسلام حافظ هو كاتب سيناريو وممثل مصري وُلد في 24 أبريل عام 1988 وتخرج من كلية الإعلام، وكتب وأخرج العديد من العروض المسرحية التي حصدت عددًا من الجوائز ثُم كتب السيناريو وشارك بالتمثيل في العديد من الأعمال السينمائية والتليفزيونية بعدما اكتشفه المخرج خالد يوسف وقدمه لأول مرة في فيلم «كف القمر» عام 2011.

## مسيرته المهنية
بدأ اهتمام إسلام حافظ بالفنون أثناء دراسته الجامعية بكلية الإعلام فكتب وأخرج العديد من العروض المسرحية على مسرح الجامعة والتي حصدت عددًا من الجوائز قبل أن يكتشفه المخرج خالد يوسف في عام 2011 ويُسند إليه أول أدواره في السينما في فيلم «كف القمر» لتبدأ مسيرته الفنية الحقيقية وتتوالى بعد ذلك مُشاركاته في الأفلام السينمائية والأعمال التليفزيونية، والتي كان من أبرزها دوره في الجزء الثالث من مسلسل «الوجه الآخر» الذي عُرض في عام 2020، ودوره في الجزأين الأول والثاني من مسلسل «الاختيار» الذي عُرض في عام 2021 للمخرج بيتر ميمي. وإلى جانب التمثيل كتب إسلام حافظ أيضًا السيناريو والحوار لعدد من الأعمال التليفزيونية الهامة مثل مسلسل «قمر هادي» الذي عُرض في عام 2019، ومسلسل «بين السما والأرض» المأخوذ عن نص سينمائي للأديب الراحل نجيب محفوظ والذي عُرض في عام 2021.

## أعماله

### أعمال شارك فيها بالتمثيل
| سنة العرض | اسم العمل                             | نوع العمل | الدور               |
| --------- | ------------------------------------- | --------- | ------------------- |
| 2022      | الباب الأخضر                          | فيلم      |                     |
| 2022      | توبة                                  | مسلسل     | زينهم               |
| 2022      | جزيرة غمام                            | مسلسل     | ماضي الصياد         |
| 2022      | سوشيال                                | مسلسل     | يوسف                |
| 2021      | الاختيار (الجزء الثاني)               | مسلسل     | معتصم               |
| 2021      | زي القمر - الموسم الثاني (حكاية مريم) | مسلسل     |                     |
| 2020      | الاختيار (الجزء الأول)                | مسلسل     | معتصم               |
| 2020      | الوجه الآخر                           | مسلسل     | شريف الساكت         |
| 2019      | علامة استفهام                         | مسلسل     | قنديل               |
| 2017      | كلبش                                  | مسلسل     | تامر لطفي ابو المجد |
| 2015      | جيس ولورا                             | فيلم      |                     |
| 2015      | حق ميت                                | مسلسل     | أيمن                |
| 2013      | في غمضة عين                           | مسلسل     | شريف حامد           |
| 2011      | شارع عبدالعزيز                        | مسلسل     | مازن الطمباري       |
| 2011      | كف القمر                              | فيلم      |                     |

### أعمال كتب السيناريو لها
| سنة العرض | اسم العمل                                     | نوع العمل |
| --------- | --------------------------------------------- | --------- |
| 2021      | بين السما والأرض                              | مسلسل     |
| 2021      | ورا كل باب - الموسم الثاني (حكاية كدبة كبيرة) | مسلسل     |
| 2019      | علامة استفهام                                 | مسلسل     |
| 2019      | قمر هادي                                      | مسلسل     |
| 2017      | حكايات بنات (الجزء الثاني)                    | مسلسل     |

## روابط خارجية
- صفحة الممثل على موقع قاعدة بيانات الأفلام العربية